# 孫奉
孫奉（3世紀—270年），表字不詳，吳郡富春人。三國時孫吳長沙桓王孫策之孫。父親孫紹死後，孫奉繼承上虞侯爵位。
在吳末帝建衡二年（270年），民間有傳聞孫皓已死，說孫奉或章安侯孫奮其中一個會當上皇帝，孫皓知道後便誅殺他們。